# Leonel Quiñónez
Leonel Enrique Quiñónez Padilla (ur. 3 lipca 1993 w Esmeraldas) – ekwadorski piłkarz występujący na pozycji lewego obrońcy, reprezentant Ekwadoru, od 2023 roku zawodnik LDU Quito.